# Buchmühle (Burghaslach)
Buchmühle (auch Buchermühle genannt; fränkisch: Buchbacha-mühl)  ist ein Gemeindeteil des Marktes Burghaslach im Landkreis Neustadt an der Aisch-Bad Windsheim (Mittelfranken, Bayern). Buchmühle liegt in der Gemarkung Burghaslach.

## Lage
Die Einöde liegt am Lutzengraben, einem rechten Zufluss der Haslach. Eine Anliegerstraße führt nach Burghaslach zur Staatsstraße 2256 (0,6 km nordöstlich).

## Geschichte
Der Ort wurde 1624 erstmals schriftlich erwähnt. Die Mühle trug keinen eigenen Namen, sie wurde nach dem nächstgelegenen Ort Buchbach benannt.
Mit dem Gemeindeedikt (frühes 19. Jahrhundert) wurde Buchmühle dem Steuerdistrikt Burghaslach und der Ruralgemeinde Buchbach zugeordnet. Mitte des 19. Jahrhunderts wurde die Gemeinde aufgelöst und Buchmühle nach Burghaslach eingegliedert.

### Ehemaliges Baudenkmal
- Mühle, im Lutzengrund gelegen. Erdgeschossiger verputzter Massivbau von acht zu zwei Achsen, mit Satteldach. Im Türsturz bezeichnet „F. K. / 1842“.[11]

### Einwohnerentwicklung
| Jahr      | 001818 | 001840 | 001861 | 001871 | 001885 | 001900 | 001925 | 001950 | 001961 | 001970 | 001987 |
| Einwohner | *      | 5      | †      | 6      | 7      | 9      | 7      | 6      | 6      | 6      | 5      |
| Häuser    | *      | 1      |        |        | 1      | 1      | 2      | 1      | 1      |        | 1      |
| Quelle    | [ 8 ]  | [ 2 ]  | [ 13 ] | [ 14 ] | [ 15 ] | [ 16 ] | [ 17 ] | [ 18 ] | [ 19 ] | [ 20 ] | [ 1 ]  |

## Religion
Buchmühle ist seit der Reformation evangelisch-lutherisch geprägt und nach St. Ägidius (Burghaslach) gepfarrt.